# 1988年ソウルオリンピックのユーゴスラビア選手団
1988年ソウルオリンピックのユーゴスラビア選手団（1988ねんソウルオリンピックのユーゴスラビアせんしゅだん）は、1988年9月17日から10月2日にかけて韓国のソウルで開催された1988年ソウルオリンピックのユーゴスラビア選手団、およびその競技結果。

## 概要
今大会は金メダル3個、銀メダル4個、銅メダル5個の合計12個のメダルを獲得した。

## メダル
| メダル | 選手名                                    | 競技 | 種目         |
| ------ | ----------------------------------------- | ---- | ------------ |
| 銀     | イリヤ・ルプレスク ゾラン・プリモラッツ   | 卓球 | 男子ダブルス |
| 銅     | ヤスナ・ファズリッチ ゴルダナ・ペルクチン | 卓球 | 女子ダブルス |